# Seungri
Seungri (승리?, SeungriLR, SŭngriMR), pseudonimo di Lee Seung-hyun (이승현?, 李昇炫?, I Seung-hyeonLR, Yi SŭnghyŏnMR; Gwangju, 12 dicembre 1990), è un cantautore, attore, produttore discografico, imprenditore, disc jockey e direttore creativo sudcoreano. Dal 2006 al 2019 è stato membro del gruppo musicale Big Bang

## Biografia
Seungri è nato a Gwangju in Corea del Sud, il 12 dicembre 1990.
Dopo aver superato gli esami di ammissione all'università, Seungri è stato accettato dalla Chung-Ang University e ha iniziato i suoi studi universitari nella primavera del 2010, insieme a Kwon Yu-ri e Choi Soo-young delle Girls' Generation. Ha lasciato l'università di Chung-Ang nel 2012 dopo essere stato messo in libertà vigilata varie volte a causa del suo impegnativo programma con i Big Bang, optando invece per iscriversi all'Università di Gukje per prendere lezioni online.
Seungri è poliglotta; parla diverse lingue tra cui coreano, inglese, giapponese e cinese. Attualmente sta imparando il cantonese.
Seungri ha iniziato il servizio militare obbligatorio il 9 marzo 2020, mentre il suo congedo era previsto per il 16 settembre 2021. Il 1º ottobre, dopo che il processo in cui era coinvolto è stato deferito alla Corte d'appello, viene sospeso dal servizio militare.

## Carriera

### 2006-2008: gli inizi e il debutto con i Big Bang
Prima di entrare a far parte del gruppo, Seungri ha fatto parte di una compagnia di danza a Gwangju. È apparso per la prima volta in televisione nel reality show Let's Cokeplay: M.Net Battle Shinhwa, un programma nel quale Shinhwa cercavano di creare una boy band che sarebbe diventata un "secondo Shinhwa". Anche se viene notato per le sue abilità nel ballo, la sua mancanza di capacità vocali lo ha portato a essere eliminato. In seguito Seungri viene reclutato dalla YG Entertainment ed entra a far parte del gruppo Big Bang. Anche se inizialmente eliminato al nono episodio della serie, Seungri riceve un'altra possibilità di impressionare il CEO dell'etichetta Yang Hyun Suk e riesce a diventare un membro dei Big Bang. In seguito a ciò, Hyunseung, che avrebbe dovuto debuttare con il gruppo, è stato tagliato fuori dalla lineup.
Dopo l'uscita di diversi album singoli, il primo album dei Big Bang, Big Bang Vol.1 – Since 2007, ha riscosso un discreto successo. Seungri ha anche registrato il suo primo brano da solista, The Next Day, per l'album. La svolta del gruppo è arrivata con l'uscita del loro primo EP, Always (2007), che includeva il brano Lies. Seungri ha continuato ad affinare le sue abilità di ballo gareggiando contro il compagno di band Taeyang in diverse competizioni di ballo, così come contro Eunhyuk dei Super Junior, Yunho dei TVXQ e Taemin degli Shinee.

### 2008-2011: carriera da solista, recitazione eVVIP
Seungri diventa il primo membro dei Big Bang a recitare in un musical, lavorando in Sonagi nel 2008. Si è anche cimentato nella conduzione, diventando il presentatore del programma musicale di MBC Show! Music Core insieme a Daesung. Dopo la fine delle riprese, Seungri è tornato in studio con i Big Bang per registrare il loro secondo album in studio coreano. Il suo musical successivo, Shouting, si tiene nel 2009 nuovamente insieme a Daesung, che però all'ultimo momento deve rinunciare per un incidente d'auto. Seungri debutta come attore cinematografico nel film Why Did You Come to My House? A cui segue Nineteen in cui recita anche l'altro membro dei Big Bang T.O.P e che viene distribuito nel 2009. Il suo primo brano da solista Next Day viene registrato come traccia dell'album dei Big Bang, mentre il suo secondo brano Strong Baby viene distribuito come singolo promozionale estratto dall'album Remember. Seungri per lanciare il singolo adotta un look molto più maturo rispetto al suo solito.
Il suo primo EP da solista, VVIP, pubblicato a giugno 2011 ha venduto 41 000 copie. Per stabilire un'identità diversa da quella dei Big Bang attraverso la sua musica, Seungri si è impegnato personalmente nella produzione dell'album, componendo e scrivendo sei delle sette canzoni. VVIP e What Can I Do hanno vinto una tripla corona su M! Countdown di Mnet. Seungri ha anche vinto l'SBS Inkigayo Mutizen Award. Le attività promozionali sono state interrotte per consentire a Seungri di concentrarsi sul ritorno dei Big Bang. Lo stesso anno, è stato scelto per il drama della MBC Lights and Shadows, interpretando un aspirante cantante country.

### 2012-2014: promozioni in Giappone, scandalo eLet's Talk About Love
Nel 2012, Seungri ha iniziato la sua prima promozione in Giappone apparendo in spettacoli di varietà, come ad esempio presentando un programma radiofonico giapponese intitolato Big Bang's All Night Nippon. È stato anche scelto come presentatore speciale per il programma Sakigake! Ongaku Banzuke Eight su Fuji TV, dove ha intervistato delle celebrità. Successivamente, è apparso nel suo primo show giapponese Seungchan's Complete Victory Declaration su Space Shower TV. Seungri è poi apparso nello special drama della Nihon TV Kindaichi Shonen no Jikenbo, trasmesso per celebrare il 60° anniversario della società radiotelevisiva giapponese NTV. Il drama è basato sul manga Kindaichi Case Files Neo SP 1: Hong Kong Kowloon Treasure Murder Case e ha debuttato nel gennaio 2013. Ha poi vinto il premio Best Drama SP ai Tokyo Drama Awards. È diventato anche un membro fisso del cast del programma Count Down E.T. di Music On! TV, presentando la sezione Men's Bar Food.
La carriera di Seungri subì una battuta d'arresto quando fu coinvolto in uno scandalo sessuale con una donna giapponese. Di conseguenza, abbandonò le attività promozionali dei Big Bang per riflettere su se stesso. Un anno dopo, nel talk show della SBS Incarnation, si è espresso sullo scandalo, raccontando di come lo avesse aiutato a crescere e di come i fan avessero iniziato a vederlo più come un adulto.
Il 21 agosto 2013 la YG Entertainment esce il physical del secondo mini album di Seungri, Let's Talk About Love, con la pubblicazione del singolo omonimo dove vi è la collaborazione di altri due membri dei Big bang: il leader G-Dragon e Taeyang. Complessivamente il mini album contiene sei canzoni, il secondo singolo estratto è Gotta Talk To U. Il progetto ha debuttato in testa alla Gaon Chart, vendendo oltre 70.000 copie. Nell'ottobre dello stesso anno, ha pubblicato il suo primo album giapponese, vendendo oltre 14.000 copie nel primo giorno e raggiungendo la vetta della classifica Oricon. L'album conteneva brani tratti dai suoi album precedenti, oltre alla nuova canzone The Feelings Painted in the Sky, che è stata successivamente utilizzata come sigla del primo drama televisivo giapponese di Seungri, Yubikoi ～Kimini Okuru Message～.
A settembre, Seungri si è unito al programma Popular Women 100 come co-conduttrice insieme al comico Hiroshi Yamazaki, diventando la prima celebrità internazionale a ottenere un posto da conduttore in un normale programma via cavo in Giappone. Tra il 2013 e il 2014, Seungri ha recitato nel drama giapponese Yubikoi ~Kimini Okuru Message~ - A Message Send To You. Ha poi ottenuto un ruolo secondario nel medical drama coreano Angel Eyes accanto alla compagna di etichetta Ku Hye-sun, interpretando il ruolo di un adolescente coreano-americano con il sogno di diventare un soccorritore.

### 2015-2019:The Great Seungri, tour e altre attività
Sebbene abbia fatto un lungo tour con la sua band dal 2015 al 2016 per promuovere il loro terzo album Made, Seungri è anche apparso come giudice professionista nel programma televisivo cinese Girls Fighting nel 2016, dove ha fatto da mentore ai tirocinanti. Ha anche prodotto il brano 36 Tricks of Love per lo show, un remake dell'omonimo brano della cantante taiwanese Jolin Tsai. Il brano ha raggiunto il primo posto nelle classifiche di QQ Music e Weibo in Cina. In seguito ha recitato nel film giapponese High & Low: The Movie, interpretando il figlio di un boss mafioso coreano. Il film ebbe un grande successo commerciale e si classificò al secondo posto al botteghino giapponese all'uscita, incassando 668,3 milioni di yen. Ha anche registrato il brano We Run Dis con PKCZ per la colonna sonora. Nell'agosto 2016 ha iniziato le riprese del suo primo film cinese, Bonjour L'amour (conosciuto anche come Love Only). Il film è stato pubblicato il 2 marzo 2018.
Nel maggio 2018, Seungri ha annunciato il suo primo tour da solista, intitolato The Great Seungri, dodici anni dopo il suo debutto, con spettacoli annunciati in Corea del Sud e Giappone per promuovere il suo primo album in studio. Il 20 luglio 2018, dopo 5 anni dall'ultimo EP, Seungri torna con l'album The Great Seungri. Seungri è stato fortemente coinvolto nella produzione dell'album, componendo e scrivendo tutti i brani. L'album ha debuttato al primo posto nella Gaon Chart sudcoreana. Nel frattempo, Seungri appare nel singolo Combo di TPA, con Al Rocco e Ivy. Successivamente, compare nel singolo Ignite dei K-391 insieme ad Alan Walker e Julie Bergan. La canzone è rimasta in cima alla classifica norvegese per due settimane.
Seungri ha anche recitato nella sitcom-varietà di YG e Netflix, YG Future Strategy Office, interpretando una versione romanzata di sé stesso, nominato consulente senior della divisione fittizia di YG Entertainment. La serie è andata in onda per la prima volta nell'ottobre 2018. Nel novembre dello stesso anno entrò a far parte del cast fisso del varietà We Will Channel You.

## Controversie

### Accuse e abbandono di YG
Nel 2019, diverse accuse relative al club Burning Sun, fondato nel 2018 e gestito da due CEO, Lee Moon-ho e Lee Seong-hyun, hanno circondato il cantante a causa della sua affiliazione all'azienda in qualità di direttore creativo/azionista e DJ occasionale. Le accuse includevano, tra le altre cose, l'uso di droghe e l'organizzazione di favori sessuali per gli investitori. I media hanno anche condiviso conversazioni su KakaoTalk con messaggi presumibilmente condivisi tra il cantante e i dipendenti del Burning Sun su tali accordi in relazione all'accusa di prostituzione, ma durante una conferenza stampa del 4 marzo la polizia ha rivelato che i messaggi originali e non modificati di KakaoTalk non erano stati inviati. Tuttavia, Seungri ha negato le accuse e i giornalisti hanno poi ammesso di aver manipolato alcune chat, presentando alcune conversazioni private come parte di chat di gruppo. Il 10 marzo Seungri è stato sottoposto a un secondo ciclo di analisi antidroga; sono stati analizzati campioni di capelli e urina, ma i risultati sono stati negativi. L'11 marzo 2019, Seungri annuncia il suo ritiro dall'industria musicale a causa delle continue controversie che lo coinvolgevano. Ha inoltre dichiarato che avrebbe collaborato pienamente alle indagini. Ciò ha portato alla risoluzione consensuale del suo contratto con la sua agenzia YG Entertainment il 13 marzo.

### Mandati di arresto
Il 1º aprile, la polizia metropolitana di Seul ha riferito che Seungri e il suo socio in affari Yoo In-seok (co-CEO di Yuri Holdings) hanno sottratto fondi da quest'ultima compagnia per scopi commerciali. L'importo stimato ammonta a circa decine di milioni di won. Il 25 aprile, Seungri ha negato le accuse di prostituzione relative a una festa di Natale del 2015, mentre Yoo In-seok ha ammesso di aver chiamato e pagato artisti per investitori giapponesi. Il conto dell'hotel sarebbe stato pagato con una carta aziendale della YG Entertainment, tuttavia Seungri ha negato di essere a conoscenza dell'accaduto.
L'8 maggio, dopo un totale di 17 interrogatori a porte chiuse, la polizia metropolitana di Seul ha richiesto un mandato di arresto per Seungri con le seguenti accuse: sfruttamento della prostituzione, appropriazione indebita di fondi del Burning Sun (secondo la polizia, Seungri è intervenuto direttamente nell'appropriazione indebita di circa 200 milioni di won da Burning Sun come compenso per il marchio Monkey Museum, un bar di proprietà di Seungri) e violazione del Food Sanitation Act (relativo alla registrazione illecita di un'attività da parte del Monkey Museum). Il 14 maggio, il tribunale distrettuale di Seul ha respinto il mandato di arresto affermando che l'appropriazione indebita era contestabile e che era difficile certificare che fossero state soddisfatte le ragioni della detenzione, come la distruzione delle prove, per i restanti sospetti, tra cui la mediazione in materia di prostituzione. Inoltre, il motivo del rigetto addotto dal tribunale era l'incapacità dell'accusa di dimostrare l'esistenza e la portata della responsabilità penale di Seungri. Il 15 maggio, la polizia ha dichiarato che sarebbe stato difficile presentare una nuova domanda di mandato di arresto e che le indagini sarebbero state concluse prima della data di arruolamento militare di Seungri.
Tuttavia, il 25 giugno, la polizia ha dichiarato che il suo caso è stato inoltrato alla procura con sette capi d'accusa: procuratosi servizi sessuali, mediazione in materia di prostituzione, appropriazione indebita di fondi aziendali per l'assunzione di un rappresentante legale, appropriazione indebita dei ricavi del club Burning Sun, tentativo di distruzione di prove, distribuzione di contenuti filmati illegalmente tramite piattaforme social e violazione del Food Sanitation Act. Il 28 agosto 2019, Seungri è stato ulteriormente interrogato in relazione a un'accusa di gioco d'azzardo illegale. Il 10 gennaio 2020, la procura ha annunciato di aver richiesto un secondo mandato di arresto per Seungri per sette capi d'accusa. Tuttavia, il mandato di arresto è stato nuovamente respinto, con il tribunale che ha affermato che la detenzione non sembrava necessaria, considerato il suo atteggiamento nei confronti delle indagini e la mancanza di motivazioni per la detenzione.

### Processo
Seungri si è arruolato nell'esercito il 9 marzo 2020 e il suo caso è stato trasferito al tribunale militare. Il suo processo è iniziato il 16 settembre e verte su otto capi d'accusa. Seungri ha negato tutte le accuse tranne una, la violazione del Foreign Exchange Transactions Act, per la quale ha dichiarato di star riflettendo profondamente sul suo errore. Per quanto riguarda le accuse relative alla prostituzione, l'avvocato di Seungri ha dichiarato che il suo assistito non aveva motivo di mediare nella prostituzione e che non ricordava di aver avuto rapporti sessuali con la donna in questione, ritenuta solo una persona che voleva incontrarlo. Durante il processo, alcuni testimoni hanno confermato che in realtà fosse Yoo In-Seok a coordinare i giri di prostituzione, non Seungri. Per quanto riguarda l'accusa di distribuzione di materiale osceno, la difesa di Seungri ha affermato che lui ha condiviso con gli amici solo una foto che non era stata scattata da lui, ma che gli era stata inviata da un bar. In relazione all'accusa di gioco d'azzardo abituale, l'avvocato di Seungri ha risposto che egli non giocava d'azzardo per abitudine e che si trovava negli Stati Uniti per lavoro e non intenzionalmente per giocare d'azzardo. L'accusa di appropriazione indebita è divisa in due capi d'accusa distinti, per i quali la parte del cantante ha dichiarato che non aveva alcun movente o intenzione di commettere appropriazione indebita.
Il 14 gennaio, l'accusa ha aggiunto l'imputazione di istigazione alla violenza contro Seungri. Nel 2015, un cliente ubriaco in un bar è entrato nella stanza privata di Seungri e dei suoi conoscenti: l'accusa ha affermato che, dopo una lite, Seungri ha chiamato Yoo In-Seok, il quale ha coinvolto nella discussione alcuni membri di una gang per minacciarlo. L'accusa ha affermato che Seungri aveva cospirato con Yoo, accusandolo quindi di istigazione alla cospirazione. Tuttavia, Seungri ha affermato di non avere nulla a che fare con i gangster e durante la quindicesima udienza una delle presunte vittime ha affermato di non essersi sentita minacciata in quel momento, mentre l'altra ha affermato di non sapere affatto che Seungri potesse essere coinvolto nell'incidente.
Il processo ha inoltre incontrato un problema legato al pregiudizio di conferma: il 25 marzo 2021, dopo la tredicesima udienza del processo di Seungri, un testimone ha affermato che la polizia aveva redatto una dichiarazione contro Seungri che in realtà non aveva mai rilasciato. Anche gli altri testimoni dell'accusa hanno affermato che gli inquirenti li avevano pressati affinché rilasciassero false testimonianze, probabilmente a causa della pressione esercitata dai media e dall'opinione pubblica affinché dichiarassero Seungri colpevole. Molti testimoni hanno inoltre affermato che l'accusa aveva leggermente modificato le loro risposte o che sembrava aver progettato gli interrogatori con l'obiettivo di arrivare al nome di Seungri.
Il 13 agosto 2021 Seungri viene condannato a 3 anni di carcere dalla corte militare a Yongin, con l'accusa di sfruttamento della prostituzione e gioco d'azzardo illegale dal 2013 al 2017 e 1,15 miliardi di won (988.627,17 dollari) di multa. Il 27 gennaio 2022, dopo un ultimo appello presso l'Alta Corte sudcoreana per le forze armate, la sua pena detentiva è stata ridotta a 18 mesi. Seungri si è dichiarato colpevole di tutte le accuse a suo carico, dichiarando che avrebbe riflettuto sulle sue azioni. La sua condanna è stata confermata dalla Corte Suprema della Corea il 26 maggio 2022, dopodiché Seungri è stato congedato dall'esercito e trasferito in una prigione civile per scontare la restante pena. Il 9 febbraio 2023, dopo aver scontato per intero la sua pena, Seungri viene ufficialmente scarcerato.

## Altre attività

### Imprese commerciali

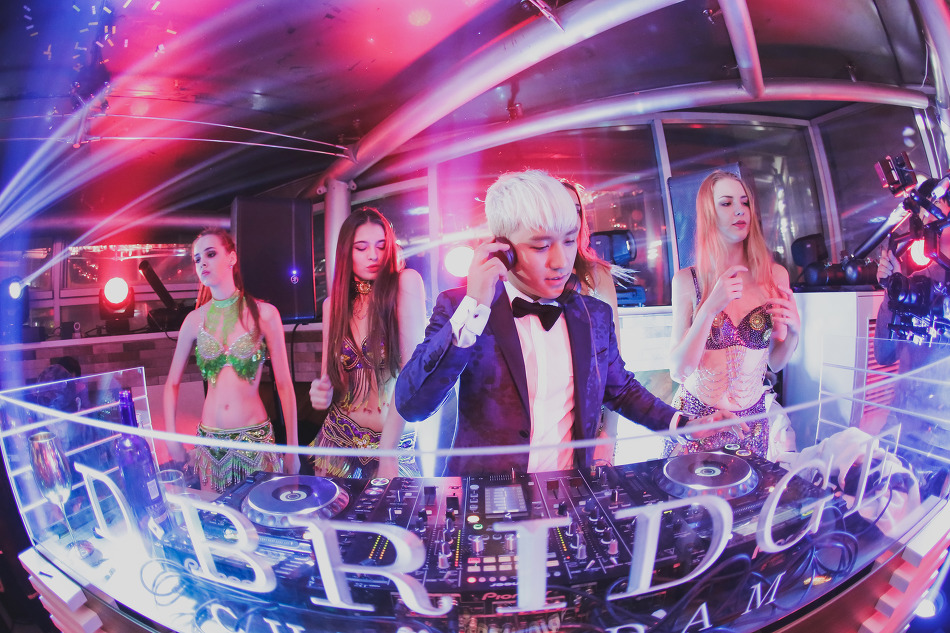
Seungri durante un DJ set

Seungri ha contribuito a creare un'accademia di musica e danza chiamata "Plug In Music Academy", nota anche come "Seungri Academy". L'accademia di danza si trova a Gwangju, Daejeon, Mokpo e Seul. Gli studenti dell'Accademia imparano come cantare, ballare e recitare. Alcuni dei precedenti studenti dell'accademia includono celebrità del K-pop di alto livello come Minzy delle 2NE1, J-Hope dei BTS, Goo Ha-ra delle Kara, Yunho dei TVXQ e Zelo dei B.A.P.
Nel 2014, Seungri avviò un'attività di caffetteria. Acquistando una licenza per i tradizionali waffle belgi, aprì un caffè per waffle e qui a Daehangno che lasciò a sua madre.  Seungri aprì il suo bar privato chiamato nightclub Monkey Museum a Changsha, Hunan, in Cina in collaborazione con la Luk Hing Entertainment. Fondò un'etichetta discografica Natural High Record insieme ad altri DJ. Nel dicembre 2016, lanciò un franchising di ristoranti di ramen giapponese chiamato Aori Ramen a Seul. Durante il 2017, il franchising si espanse in Asia, e a novembre, annunciò che avrebbe aperto la sua quindicesima filiale a Kuala Lumpur. All'inizio del 2017, ha investito nel marchio cosmetico medico Dr. Gloderm, acquisendo il 10% delle azioni dell'azienda cosmetica. Seungri ebbe una società per tutti i suoi investimenti chiamata Yuri Holdings.
Nel 2018, Seungri collaborò con Liquid State, un'etichetta di musica dance elettronica lanciata dalla Sony Music Entertainment e Tencent Music Entertainment. A giugno, Seungri divenne il CEO della YGX, una sotto eticietta della YG Entertainment, per reclutare talentuosi principianti hip-hop e gestire attività di intrattenimento. La casa discografica è stata fusa con l'etichetta DJ Natural High Record sempre di Seungri. Fu anche responsabile di HIGHGRND e di un'accademia di danza chiamata YGX Academy. Nel 2019, si è dimesso da tutte le posizioni dirigenziali prima del suo arruolamento militare, come richiesto dalla legge coreana.

### Sport
Nel maggio 2015, l'FC MEN annunciò attraverso il suo profilo Instagram che Seungri si sarebbe unito alla loro squadra di calcio delle celebrità. Gli fu data la posizione in avanti e il numero 11.
Seungri, sotto il nome di Richard Lee, partecipò alla sua prima partita di jiu-jitsu sotto la Federazione giapponese Jiu-Jitsu del Brasile nel 2017. Vinse due medaglie, la medaglia d'argento nella classe dei pesi aperti bianchi per adulti e la medaglia di bronzo per la classe dei pesi piuma bianchi per adulti. Guadagnò la cintura nera a taekwondo.

## Filantropia
Nel 2015, Seungri entrò a far parte di un'organizzazione benefica di bricchette. In precedenza aveva promesso ai fan di consegnare e donare 30.000 bricchette, ma ha donato un totale di 130.000.
Nel dicembre 2017, Seungri, insieme a 30 dipendenti di Aori Ramen e suo padre, hanno consegnato bricchette di carbone a famiglie a basso reddito per cucinare e riscaldare le loro case. Ha anche donato 100 milioni di won all'agenzia mondiale per la protezione dell'infanzia ChildFund Korea.

## Discografia

### Da solista

#### Album in studio
- 2018 – The Great Seungri

#### EP
- 2011 – V.V.I.P
- 2013 – Let's Talk About Love

#### Singoli
- 2008 – The Next Day
- 2011 – What Can I Do?
- 2011 – VVIP
- 2013 – Gotta Talk To U
- 2018 – 1, 2, 3!

#### Collaborazioni
- 2009 – Strong Baby (Seungri feat. G-Dragon)
- 2011 – I Know (Seungri feat. IU)
- 2013 – Let's Talk About Love feat. (Seungri feat. G-Dragon e Taeyang)
- 2013 – GG Be (Seungri feat. Jennie)
- 2018 – Combo (TPA feat. Seungri, Al Rocco, e Ivy)
- 2018 – Ignite (K-391 feat. Alan Walker, Julie Bergan e Seungri)
- 2018 – Where Are U From (Seungri feat. Mino)
- 2018 – Love Is You (Seungri feat. BLUE.D)
- 2018 – Mollado (Seungri feat. B.I)
- 2018 – Sweet Lie (Seungri feat. Dannic)

#### Colonne sonore
- 2016 – We Run Dis (Seungri feat. PKCZ) (High & Low: The Movie Soundtrack)
- 2018 – Faded (Love Only OST)

### Con i Big Bang
- 2006 – Bigbang Vol. 1
- 2008 – Number 1
- 2008 – Remember
- 2009 – Big Bang
- 2011 – Big Bang 2
- 2012 – Alive
- 2016 – Made Series
- 2016 – Made

## Filmografia

### Cinema
- Nineteen, regia di Jang Yong-woo (2009)
- Why Did You Come to My House?, regia di Hwang Soo-ah (2009)
- Big Bang Made (2016)
- High & Low: The Movie, regia di Shigeaki Kubo (2016)
- Love Only (2018)

### Televisione
- Haru – serie TV, cameo (2010)
- Bit-gwa Geurimja – serie TV, 2 episodi (2011)
- Kindaichi Shonen no Jikenbo (The Files of Young Kindaichi - Lost in Kowloon) (2013)
- Yubikoi ~Kimini Okuru Message~ - A Message Send To You (2013-2014)
- Angel Eyes – serie TV (2014)

### Varietà
- Show! Eum-ak jungsim, ospite (con Kang Dae-sung) (2008-2009)
- Enjoy Today, ospite (2010)
- Seung-chan’s Complete Victory Declaration (2012)
- Count Down E.T - Men’s Bar Food (2013)
- Popular Women 100, ospite (con Hiroshi Yamazaki) (2013)
- Girls Fighting (2016)
- Run, Big Bang Scout! (2017)
- Mixnine (2017-2018)
- YG Future Strategy Office (2018)
- We Will Channel You (2018)

### Musical
- Sonagi (2008)
- Shouting! (2009)

## Riconoscimenti
| Anno | Evento                                      | Premio                             | Ricevente         | Risultato       | Fonti           |
| ---- | ------------------------------------------- | ---------------------------------- | ----------------- | --------------- | --------------- |
| 2009 | 3rd The Musical Awards                      | Popularity Award                   | Seungri           | Vincitore/trice | [ 123 ]         |
| 2013 | 15th Mnet Asian Music Awards                | Best Dance Performance - Male Solo | "Gotta Talk To U" | Candidato/a     | [ 124 ]         |
| 2018 | 1st MBC Plus X Genie Music Awards           | Artist of the Year                 | Seungri           | Candidato/a     | [ 125 ] [ 126 ] |
| 2018 | 1st MBC Plus X Genie Music Awards           | Male Artist Award                  | Seungri           | Candidato/a     | [ 125 ] [ 126 ] |
| 2018 | 1st MBC Plus X Genie Music Awards           | Genie Music Popularity Award       | Seungri           | Candidato/a     | [ 125 ] [ 126 ] |
| 2018 | 20th Mnet Asian Music Awards                | Song of the Year                   | "1, 2, 3!"        | Candidato/a     | [ 127 ]         |
| 2018 | 20th Mnet Asian Music Awards                | Best Dance Performance             | "1, 2, 3!"        | Candidato/a     | [ 127 ]         |
| 2018 | 2nd Korea China International Film Festival | Hallyu Star Award                  | Seungri           | Vincitore/trice | [ 128 ]         |
| 2018 | 10th MelOn Music Awards                     | Best Dance Track – Male            | "1, 2, 3!"        | Candidato/a     | [ 129 ]         |
| 2018 | 12th SBS Entertainment Awards               | Scene Stealer Award                | Seungri           | Vincitore/trice | [ 130 ]         |
| 2019 | 28th Seoul Music Award                      | Main Award                         | Seungri           | Candidato/a     | [ 131 ]         |
| 2019 | 28th Seoul Music Award                      | Popularity Award                   | Seungri           | Candidato/a     | [ 131 ]         |
| 2019 | 28th Seoul Music Award                      | K-Wave Award                       | Seungri           | Candidato/a     | [ 131 ]         |
| 2019 | 2018 Spellemannprisen                       | Song of the Year                   | "Ignite"          | Candidato/a     | [ 132 ]         |